# Jesús Prados Arrarte
Jesús Prados Arrarte (Bilbao, 8 de noviembre de 1909-Madrid, 24 de junio de 1983) fue un economista, jurista, catedrático universitario, traductor y académico español.

## Biografía
Formado en el colegio del Pilar de Madrid, Intendente Mercantil, estudio y se doctoró en Derecho en la Universidad Central, donde dirigió la Federación Universitaria Escolar (FUE). Completó su formación en la Universidad de Berlín y en la Escuela de Economía de la Universidad de Londres. Se casó con María del Carmen García Lasgoity, actriz del teatro La Barraca de Lorca.
Participó en la sublevación de Jaca, por lo que fue condenado a 30 años de prisión. Tras obtener la amnistía en 1931 al tiempo de proclamarse la Segunda República, preparó y obtuvo la cátedra de Economía Política en la Universidad de Santiago de Compostela en 1936, meses antes de que se declarase la Guerra Civil, no pudiendo tomar posesión de la cátedra. Escondido un tiempo, se presentó voluntario al Ejército Republicano. Durante el conflicto fue Jefe de Estado Mayor de una unidad de las Brigadas Internacionales y más tarde se integró en el Estado Mayor Central bajo las órdenes del general Vicente Rojo Lluch. Pudo escapar camino del exilio por los Pirineos a Francia al finalizar la guerra. Durante los quince años que permaneció fuera de España, trabajó como obrero industrial, empleado comercial, periodista y traductor, en un periplo que lo llevó de Francia a Argentina, después a Londres y finalmente a Estados Unidos. En Argentina consiguió su primer trabajo en una gran empresa, como economista en la Compañía Argentina de Electricidad y después en la agencia Reuters en el Reino Unido. Durante el periodo en el que se desarrolló en Europa, África y Asia la Segunda Guerra Mundial, Prados Arrarte escribió y publicó sus primeros libros: Filosofía de la economía y Control de cambios. Cuando se crearon las Naciones Unidas y, con ellas, la Comisión Económica para América Latina (CEPAL), ya era ampliamente conocido y se incorporó a la Comisión como economista. Regresó a España en 1954 y obtuvo cinco años después, de nuevo, la cátedra de Economía Política, pero esta vez de la Universidad de Salamanca, y poco después en la Universidad Complutense de Madrid, compaginando la docencia con la dirección del servicio de publicaciones del Banco Central. No abandonó su actividad política de oposición al franquismo, periodo en el que fue dirigente del Partido Socialdemócrata que presidía Dionisio Ridruejo; participando en el IV Congreso del Movimiento Europeo, llamado peyorativamente por la dictadura, el Contubernio de Múnich, tras el que se exilió a París, donde desarrolló un esfuerzo fructífero por explicar al Gobierno francés de la época y a los grandes grupos económicos que tenían inversiones en España los aspectos negativos que conllevaba la dictadura del general Franco para la Europa democrática de la época. En enero de 1963, el Gobierno decidió tomar una medida ejemparizante contra Prados Arrarte, a quien se notificó en París la apertura de expediente sanciondor para su separación  del Cuerpo de Catedráticos de Universidad y que disponía de tres días "para demostrar que su conducta ha sido de lealtad a los principios del Movimiento Nacional". Informados de ello, los representantes del alumnado de su Facultad de Derecho de la Universidad Complutense de Madrid, adoptaron el acuerdo de llevar a cabo, encabezados por su delegado de la Facultad, Oscar Alzaga, para el caso de que se consumara la expulsión de su cátedra, una huelga indefinida. El profesorado de la Facultad respaldó a los estudiantes y solicitó del Gobierno que se archivase el expediente contra el profesor Prados, quien retornó poco después a Madrid y reanudó su actividad profesoral. Más tarde fue al Perú, donde trabajó como economista en un equipo multidisciplinar de asesoramiento al gobierno.
De vuelta a España al tiempo de fallecer el dictador continuó publicando su monumental trabajo sobre economía política en 10 volúmenes. Presidió el Partido Social de Acción Democrática, luego llamado Unión Social Demócrata Española, de Dionisio Ridruejo, de efímera existencia. En la década de 1980 señaló que era militante del PSOE. En 1981 fue nombrado académico de número de la Real Academia Española a propuesta de Julián Marías, Antonio Buero Vallejo y Alfonso García Valdecasas, ocupando el sillón "n" minúscula, tomando posesión en 1982 con un discurso sobre la figura del economista español, Álvaro Flórez Estrada.

## Obras
- Bancos y política monetaria (Con especial referencia a la organización bancaria y política monetaria de España)
- Demandas, costes y precios
- Don Álvaro Flórez Estrada, un español excepcional (discurso de ingreso en la Real Academia Española)
- El control de cambios
- El Plan de Desarrollo de España 1964-67
- El socialismo democrático.
- Estudios Económicos Anuales del Banco Central
- Estudios de Economía Política (10 volúmenes)
- Filosofía de la Economía
- Jovellanos, economista
- La economía española en los próximos veinte años
- Microeconomía (4 volúmenes)
- Principios de una teoría económica dinámica
- Problemas básicos de la doctrina económica
- Proceso y triunfo del capitalismo norteamericano
- Síntesis y crítica de "El Capital" de Marx
- Teoría de la producción
- Teoría del desenvolvimiento económico Una investigación sobre ganancias, capital, crédito, interés y ciclo económico